# Аліне Веріссімо Де Фрейтас Перейра
Аліне Веріссімо Де Фрейтас Перейра (порт. Aline Verissimo De Frejtas Perejra; нар. 10 липня 1996, Сан-Паулу, Бразилія) — бразильська футболістка, атакувальна півзахисниця.

## Життєпис
Народилася в Сан-Паулу. Футбольну кар'єру розпочала 2011 році в клубі «Котія». Потім виступала за «Сан-Паулу» (2015), «Португеза Деспортос» (2016) та «Табоан-да-Серра» (2017).
На початку серпня 2018 року підписав 1-річний контракт зі «Львів-Янтарочкою». У львівському клубі отримав футболку з 1-м ігровим номером. Дебютувала у Вишій лізі 5 серпня 2018 року в програному (1:2) домашньому поєдинку 1-о туру проти «Злагоди-Дніпра-1». Аліне вийшла на поле в стартовоу складі, а на 56-й хвилині її замінила Олена Манзюк. Дебютними голами у футболці «левиць» відзначилася 26 серпня 2018 року в переможному (6:0) виїзному поєдинку 4-о туру Вищої ліги проти уманських «Пантер». Де Фрейтас вийшла на поле в стартовому складі, на 39-й та 43-й хвилинах відзначился голом, а на 89-й хвилині її замінила Олена Манзюк. 26 жовтня 2018 року на 70-й хвилині переможного (3:2) виїзного поєдинку 10-о туру Вищої ліги проти «Злагоди-Дніпра-1» відзначилася голом (з відстані 16-и метрів з розвороту вразила «дев'ятку»), який згодом видання womensfootball.com.ua визнало Найкращим голом чемпіонату України 2018 року. У чемпіонаті України зіграла 10 матчів у чемпіонаті України, в яких відзначився 5-а голами. За підсумками сезону 2018/19 років «Львів-Янтарочка» фінішувала на 4-у місці, окрім цього команда дійшла до 1/2 фіналу кубку України. 20 червня 2019 року ФК «Львів» оголосив про розформування жіночої команди, а всі гравчині команди отримали статус вільних агентів.